# Vittorio Nino Novarese
Vittorio Nino Novarese (Roma, 15 de maio de 1907 — Los Angeles, 17 de outubro de 1983) é um figurinista italiano. Venceu o Oscar de melhor figurino na edição de 1964 pelo filme Cleopatra, com Renié e Irene Sharaff e na edição de 1971 por Cromwell.